# Aranzi Aronzo
 (août 2012).
 (août 2013).
Aranzi Aronzo est le pseudonyme de deux sœurs qui ont développé un univers kawaï. Aranzi Aronzo est à l'origine, depuis sa création, de centaines de produits dérivés (carnets, tasses, t-shirts, sacs pliables ou en vinyle, bentos, trousses, stickers). Leurs livres sont publiés aux États-Unis et en France.

## Publications françaises
- Doudous tout doux, Éditions Marabout  (ISBN 978-2501061841)
- Doudous tout fous, Éditions Marabout  (ISBN 978-2501061858)
- Les jolies poupées de Mimi & Lili, Éditions IMHO (février 2013)  (ISBN 978-2915517934)